# Матия Бадзар
Матѝя Бадза̀р (на италиански: Matia Bazar) е италианска група, основана в град Генуа, Италия през 1975 година. Настоящи членове на групата са Силвия Медзаноте (вокал от 1999 до 2004 и по-късно от 2010 насам), Пиеро Касано (вокал, синтезатори и китара), Фабио Перверси (пиано, цигулка, беквокал) и Джанкарло Голци (барабани, перкусии, беквокал).

## История

### Корени на групата и първи успехи: ерата Антонела Руджеро
Първите членове на групата са Карло Марале (китара), Пиеро Касано (синтезатори) и Алдо Стелита (бас) – и тримата бивши членове на групата „Джет“, заедно с Джанкарло Голци (барабани) от групата „Музео Розенбах“ и вокалистката Антонела Руджеро. Името на групата идва от псевдонима на Антонела – matia, което на генуезки диалект означава „луда“.
Дебютират през 1975 година със сингъла „Stasera... che sera!“ (Тази вечер... каква вечер!), участвайки на музикалния фестивал „Un disco per l'estate“ (Една плоча за лятото), но не се класират за финала. След това издават сингъла „Per un'ora d'amore“ (За един час любов), който жъне голям успех и следващата година излизат песента „Che male fa“ (Колко боли) и първият им студиен албум „Matia Bazar 1“.
През 1976 година е издаден сингълът „Cavallo bianco“ (Бял кон), включващ рок мотиви. Следващата година групата участва за пръв път на музикалния фестивал „Санремо“ с песента „Ma perché“ (Но защо), която става известна сред младите. Същата година издават и първия си сборен албум „L'oro dei Matia Bazar“ (букв. Златото на Матия Бадзар), съдържащ „Solo tu“ (Само ти), който достига върха на класацията по продаваемост на 45-оборотни плочи с около един милион копия. Сингълът е записан и на испански език и в испаноговорещите страни жъне успех.
През 1978 година участват за втори пореден път на „Санремо“, този път с песента „...E dirsi ciao“ (...И да си кажем сбогом), като се оказват победители. Няколко месеца по-късно излиза албумът „Semplicità“ (Простота).
През 1979 участват на песенния конкурс „Евровизия“ с песента „Raggio di luna“ (Лунен лъч), записана на испански под името „Rayo de luna“ и на английски под името „Moonshine“. През есента на същата година издават сингъла „C'è tutto un mondo intorno“ (Целият свят наоколо), след който албума „Tournée“ (Турне).
През 1980 излиза албумът „Il tempo del sole“ (Времето на слънцето) със сингъла „Italian Sinfonia“ (Италианска симфония), с който групата се явява на музикалния фестивал „Фестивалбар“.
През месец март 1981 година Пиеро Касано напуска групата и на негово място идва Мауро Сабиони, който, благодарение на своя синтезатор и на композициите си, въвежда „електронния“ период на групата. Същата година излизат сингълът „Fantasia“ (Фантазия) и албумът „Berlino, Parigi, Londra“ (Берлин, Париж, Лондон).
На 21 август 1982 година групата записва концерт на живо в Мизано Адриатико, излъчен по Canale 5, на който представят „Fantasia“ и „Io ti voglio adesso“ (Сега те искам), два дуета с Лоредана Берте – „E la luna bussò“ (И луната почука) и „C'è tutto un mondo intorno“, както и един с Мигел Босе – „Solo tu“.

### Златните години на артистичен успех
През 1983 година Матия Бадзар вземат участие на „Санремо“ с песента „Vacanze romane“ (Римска ваканция), която печели Наградата на критиката „Миа Мартини“. Песента добива голяма популярност и след нея е издаден албумът „Tango“ (Танго) с нови електронни мотиви. Към песента „Il video sono io“ (Аз съм видеото) е заснет видеоклип от Пичо Рафанини, с който ще спечелят фестивала „Rimini Myfest“ и ще стане мелодия на телевизионното предаване „Domenica in“. През лятото на същата година групата печели Голямата международна награда на зрителите, позната още като статуетката „Telegatto“ (Телекотка) на седмичното списание „TV Sorrisi e Canzoni“ (ТВ усмивки и песни) за „най-добра италианска група“. Към края на 1983 публикуват „Il treno blu“ (Синият влак) – сингъл, който така и не е издаден на италианския пазар, а само на японския. След него записват саундтрака към филма „Magic Moments“ (Вълшебни мигове) на Лучано Одоризио и композират песента „Casa mia“ (Моят дом).
През април 1984 в навечерието на издаването на албума „Aristocratica“ (Аристократична) Мауро Сабионе напуска групата, за да се отдаде на експериментални проекти и да работи заедно с групата Литфиба. Октомври същата година към групата се присъединява Серджо Косу на синтезатор. По-късно Матия Бадзар участват на фестивала „Токио“ с песента „Cercami ancora“ (Търси ме още).
През 1985 година участват за четвърти път на „Санремо“ с песента „Souvenir“ (Сувенир), с която отново печелят Наградата на критиката и след това издават албума „Melanchólia“ (заглавието, с което писателят Жан-Пол Сартр искал да именува първоначално своето произведение „Погнусата“). Летен сингъл става хитът „Ti sento“ (Чувствам те), с който групата определено се доказва на международно ниво. Песента е записана на няколко езика, а английският вариант „I Feel You“ ще поднови своя успех и в Италия, благодарение на авангардното синтезаторско звучене. „Ti sento“ остава класика както в репертоара на лигурската група, така и за 80-те години като цяло.
Със Силвиа Медзаноте
През 2002 г. при поредното си, десето участие на фестивала Санремо – с песента „Любовно съобщение“ (Messaggio d'amore"), групата става победител за втори път.

## Състав

### Настоящи членове
- - Фабио Перверси – вокали, клавишни, цигулка (1998–)
  - Силвия Драгониери – вокали (2017–)
  - Силвио Мелони – бас (2021–)
  - Джино Зандона – китари (2021–)
  - Пиеркарло Танзи – барабани (2021–)

### Бивши членове
- Антонела Руджеро – вокал (1975 – 1989)
- Лаура Валенте – вокал (1990 – 1998)
- Роберта Факани – вокал (2004 – 2010)
- Алдо Стелита – бас (1975 – 1998 (годината на смъртта му))
- Карло Марале – китара, вокал и беквокал (1975 – 1994)
- Мауро Сабионе – синтезатори (1981 – 1984)
- Серджо Косу – синтезатор (1984 – 1998)

## Дискография

### Студийни албуми
- 1976 – Matia Bazar 1
- 1977 – Gran Bazar
- 1978 – Semplicità
- 1979 – Tournée
- 1980 – Il tempo del sole
- 1982 – Berlino, Parigi, Londra
- 1983 – Tango
- 1984 – Aristocratica
- 1985 – Melanchólia
- 1987 – Melò
- 1989 – Red Corner
- 1991 – Anime pigre
- 1993 – Dove le canzoni si avverano
- 1995 – Radiomatia
- 1997 – Benvenuti a Sausalito
- 2000 – Brivido caldo
- 2001 – Dolce canto
- 2005 – Profili svelati
- 2007 – One1 Two2 Three3 Four4
- 2008 – One1 Two2 Three3 Four4 – Volume due
- 2011 – Conseguenza logica

### Концертни албуми
- 2002 – Messaggi dal vivo
- 2002 – Live@RTSI – 20 maggio 1981 (на CD, видеокасета и DVD)

### Компилации
- 1977 – L'oro dei Matia Bazar – Solo tu
- 1987 – Stasera che sera
- 1987 – Solo tu
- 1987 – C'è tutto un mondo intorno
- 1988 – 10 grandi successi (също познат под името „Matia Bazar – Best“)
- 1992 – Tutto il mondo dei Matia Bazar
- 1994 – Gold (преиздание на „Tutto il mondo dei Matia Bazar“)
- 1996 – Tutto il meglio dei Matia Bazar
- 1998 – Souvenir: The Very Best of Matia Bazar
- 1999 – Vacanze romane e altri successi
- 2001 – Sentimentale: le più belle canzoni d'amore...
- 2002 – Studio Collection
- 2002 – I grandi successi
- 2004 – Made in Italy
- 2006 – Le più belle canzoni di Matia Bazar
- 2006 – Collezione Italiana (преиздание на „Studio Collection“)
- 2006 – DOC - Disco di Origine Controllata
- 2007 – The Best Platinum Collection
- 2007 – Solo grandi successi
- 2007 – The Platinum Collection
- 2008 – Per un'ora d'amore: The Virgin Collection
- 2011 – Fantasia – Best & Rarities

|  | Тази страница частично или изцяло представлява превод на страницата Matia Bazar в Уикипедия на италиански. Оригиналният текст, както и този превод, са защитени от Лиценза „Криейтив Комънс – Признание – Споделяне на споделеното“, а за съдържание, създадено преди юни 2009 година – от Лиценза за свободна документация на ГНУ. Прегледайте историята на редакциите на оригиналната страница, както и на преводната страница, за да видите списъка на съавторите. ВАЖНО: Този шаблон се отнася единствено до авторските права върху съдържанието на статията. Добавянето му не отменя изискването да се посочват конкретни източници на твърденията, които да бъдат благонадеждни. |